# SU Весов
SU Весов (лат. SU Librae) — одиночная переменная звезда в созвездии Весов на расстоянии (вычисленном из значения параллакса) приблизительно 27454 световых лет (около 8418 парсеков) от Солнца. Видимая звёздная величина звезды — от +16,3m до +14,5m.

## Характеристики
SU Весов — жёлто-белая пульсирующая переменная звезда (S:) спектрального класса F2:.